# Galeodes orientalis
Espèce
Galeodes orientalis est une espèce de solifuges de la famille des Galeodidae.

## Distribution
Cette espèce se rencontre en Inde et en Syrie.

## Description
Le mâle décrit par Roewer en 1934 mesure 27 mm et la femelle 30 mm.

## Publication originale
- Stoliczka, 1869 : Contribution towards the knowledge of Indian Arachnoidea. Journal of the Asiatic Society of Bengal, vol. 38, no 2, p. 201-251 (texte intégral).